# Szirmai Imre (színművész)

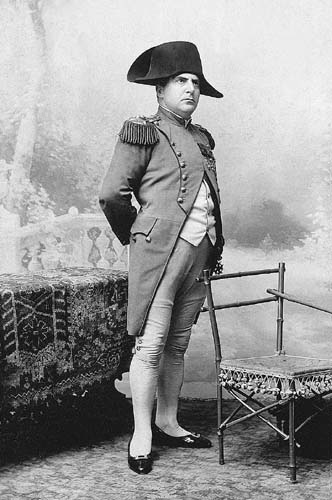
Szirmai Imre Napóleon szerepében, 1894

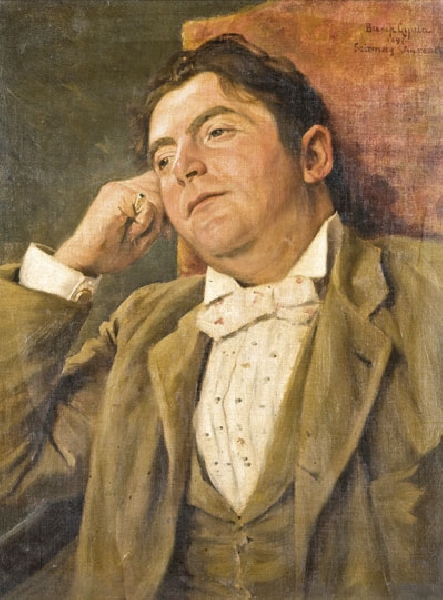
Szirmai Imre arcképe. Festő: Basch Gyula. 1897

Szirmai Imre, Schlesinger Ignác (Szeged, 1860. július 9. – Budapest, Józsefváros, 1945. július 10.) színész, színházigazgató.

## Életútja
Schlesinger Salamon és Lichtenberg Cecília iparosszülők gyermeke, akit szintén iparos pályára szántak, de ő elvégezte a szegedi hat osztályú reáliskola négy osztályát. 1879-ben, a nagy árvíz után Szegedről felment Budapestre Titelen keresztül, egy ingyenhajóval amelyen menekülők voltak. Ekkor (őszre) beiratkozott a színitanodába. 1881. december 25-én tette első kísérletét Szegeden, ahol a Szegedi Híradó így írt róla: „Egyes momentumokban jól eltalálta a hangot s a játéka is meglehetősen megfelelt a szituációnak s itt hatott is párszor s zajos tapsokat idézett elő. S egy növendéktől ez is elég, mert tehetségre vall. A hangorgánuma csengő és hajlékony s ha még az alakja kissé megerősödik, jól a színpadra termett lesz és hisszük, szép jövője is lesz azon. A fiatal vendég buzdításul szép csokrot, sőt koszorút is kapott."
Mint harmadéves növendék 1882. június 20-án vizsgázott a Kalmár és tengerész című drámában és az Egy nő, kinek elvei vannak című vígjátékban, amikor a Fővárosi Lapok ezt a kritikát írta róla: "A tengerész szerepének romantikáját ifjúi elevenséggel emelte ki; érvényesítve érces, friss hangját. A vígjátékban Félix borbély burleszk figurájában egészen más oldalról, a furcsaság színezésében tanúsított képességet." A színészakadémiát 1883-ban fejezte be, innen Szegedre szerződött, Nagy Vince társulatához, ahol október havában lépett fel Dóczy Lajos Utolsó szerelem című történelmi vígjátéka Nagy Lajos, és a Piros bugyelláris című népszínmű Török bíró szerepében.
Szegedről Feleky Miklós szerződtette első szerelmesnek a budai Várszínházhoz, ahol Blaha Lujza és Hunyady Margit voltak első partnerei. Első fellépése itt a megnyitáskor (1884. október 4.) Váradi Antal Histriók Budán című prológusában Mátyás király szerepében volt. 1885 augusztus közepén aláírta a Népszínházhoz szóló szerződését, ahova Blaha Lujza hozta és ez év szeptember 1-től már az intézet rendes tagja volt; itt ez év szeptember 26-án mutatkozott be a Gerolsteini nagyhercegnő című operett Grog báró szerepében. 1886. április 12-én a Felhő Klári premierjén Bálint szerepét játszotta. Ez időben egy kisebb énekes szerepet (Cigánybáró: Ottokár) osztottak rá, ezt azonban nem akarta eljátszani, mire megvált az intézettől és elszerződött Mosonyi Károlyhoz, Temesvárra, drámai hősnek és rendezőnek. Ezzel a társulattal elkerült Pozsonyba is, ahol megbuktak, majd 1887 tavaszán visszatért a Népszínház kötelékébe, nyáron át a Budai Színkörben működött.
Tamássy József betegsége idején újra tagja lett a Népszínháznak. Itt 1887 őszén játszotta a híres Champlatreux szerepét a Nebántsvirágban. 1888-ban az Országos Színészegyesület tanácsosa lett. 1889. július 18-án házasságra lépett Újhelyi Jolán kolozsvári színésznővel. Nyáron át a Városligeti Színkörben is játszott. 1893-ban a Próbaházasságban volt nagy sikere; a következő év is nagy sikert hozott számára, ez a Lili című operett Plinchard-ja, majd 1894. november 9-én Napóleon parádés szerepe (a Szókimondó asszonyságban) betetőzte eddigi fényes karrierjét. A Népszínháznál működött 1907-ig, amikor a Király Színház hívta meg. Itt a Göre Gáborban lépett fel május 25-én.
1913. június havában a Népopera szerződtette. 1914. március 17-én az Országos Színészegyesület, mint régi, érdemes tanácsosát is dísztagjává választotta. 1920. december 10-től a Revü Színház igazgatója volt; e kinevezése alkalmával 20.000 aranykoronát juttatott jótékony célra és pedig az Országos Színészegyesületnek, a Budapesti Színészszövetségnek, a Népszínház és Magyar Színház nyugdíjintézetének egyenként 5–5 ezer koronát. 1924. június 10-én lemondott a Revű Színház igazgatásáról, utóda Emőd Tamás lett. 1928. április 1-jén nyugalomba ment. 1930 május havában a kultuszminiszter kinevezte a nem-állami színésziskolák szakfelügyelőjévé. 1930 és 1932 között még fellépett a Városi Színházban, majd 1933-ban a Royal Orfeumban.
Verő György a kiváló művészt ekképp jellemzi: "Szirmai inkább bonvivant-szerelmes, mint drámai hős. Megnyerő külsővel eleganciát párosít: az első a színháznál, akiről nem rí le a frakk. Mozgásban könnyed és formás, beszédben élénk és biztos. Egy szót el nem ejt s egy szót nem túloz. És mindenekfölött: erőlködés és csináltság nélkül vidám. Szinte árad belőle a jókedv s ragadja magával a többieket is. És ha százszor játszik egy szerepet: századszor épp úgy mulattat s mulat ő is, mint először. Igen, igen, mulat a bohó helyzeteken, tréfás mondásokon, komikus ötleteken, akár a közönség. Amit drámai színésznek el nem hiszek, hogy átéli a szerepét, még ha könnyben úszik is: Szirmait látom vidám jeleneteiben, mint küzd, hogy legyőzze a nevetés ingerét s el ne veszítse játéka fonalát, annyira beleolvad egyéni kedve az alak derűjébe."

## Fontosabb színházi szerepei
- Plinchard (Hervé: Lili)
- Napóleon (Sardou–Morcau: Szókimondó asszonyság)
- Lajos (Tóth E.: A falu rossza)
- Imre (Gyimesi vadvirág)
- Eduárd (Kis szökevény)
- Peti (Cigány)
- Örkényi báró (Nagymama)
- Konrád (Molnár és gyermeke)
- Andrássy István (Lőcsei fehér asszony)
- Weiner Vilmos (Ingyenélők)
- Színész (Éjjeli menedékhely)
- Bandi (Betyár kendője)
- Lormier vicomte (Leányka)
- Bálint (Vöröshajú)
- Andor (Ördög mátkája)
- Mirasol (Kék asszony)
- Sátán és Petruccio (Casanova)
- Kontra Fridolin (Tolonc)
- Rezeda Marcel (Parasztkisasszony)
- Törvényszéki elnök (Elvált asszony)

## Filmszerepei
- Mágnás Miska (1916) – Korláth gróf
- A nagymama (1916) – Örkényi Vilmos ezredes
- Vörösbegy (1921)
- Lesz maga juszt is az enyém (1922, szkeccs)

## Színművei
- A fenegyerekek, életkép 4 felvonásban (magyarosította). Bemutató: 1890. június 7., Városligeti Nyári Színkör.
- Körút 27. szám, énekes bohózat 4 felvonásban. Bemutató: 1891. május 15. uo.
- A színfalak varázsa, énekes bohózat 5 képben. (Átdolgozás). Bem. 1899. augusztus 27.